# Emmanuelle Charpentier
Emmanuelle Charpentier (Juvisy-sur-Orge, Francia; 11 de diciembre de 1968) es una microbióloga y bioquímica francesa. En el 2020 fue galardonada con el Premio Nobel de Química, junto con Jennifer Doudna, «por el desarrollo de un método para edición genética».

## Biografía
Estudió bioquímica, microbiología y genética en la Universidad Pierre y Marie Curie (UPMC) en París. En 1995 realizó su doctorado en  el Instituto Pasteur. Posteriormente se trasladó a los Estados Unidos, trabajando en diversas universidades y hospitales, como la  Universidad Rockefeller, el Centro Médico Langone de la Universidad de Nueva York, el Instituto Skirball de Medicina Biomolecular, también estuvo en Nueva York, y el Hospital de Investigación Infantil St. Jude, en Memphis. Tras cinco años, regresó a Europa, primero a Viena y más tarde a la Universidad de Umeå en Suecia, donde obtuvo la plaza de directora de investigación del  Molecular Infection Medicine Sweden (MIMS) y es además profesora visitante en el Centro Umeå para Investigación Microbiana (UCMR). En 2013, fue nombrada profesora en el Helmholtz Centre for Infection Research en Braunschweig y una cátedra Alexander von Humboldt en la Escuela de Medicina de Hannover (MHH) en Hannover, Alemania.
En 2015, Charpentier aceptó la oferta de la Sociedad Max Planck  para el puesto de directora del Instituto Max Planck de Biología de la Infección en Berlín, manteniendo su plaza de profesor visitante en la Universidad de Umeå. Desde 2018, es la directora fundadora de la Unidad de Investigación Max Planck para la Ciencia de los Patógenos. 
Charpentier es conocida por su papel en descifrar los mecanismos moleculares del sistema inmunológico bacteriano CRISPR-Cas9 (en inglés: clustered regularly interspaced short palindromic repeats) y su aplicación como herramienta en ingeniería genética. En colaboración con el laboratorio de Jennifer Doudna, el laboratorio de Charpentier descubrió como Cas9 podría ser usado para hacer cortes en cualquier secuencia deseada de un genoma e insertar, suprimir o modificar ADN. El método que desarrollaron implicaba la combinación de Cas9 con moléculas sintéticas de «ARN guía» de fácil creación. Investigadores de todo el mundo utilizan este método para manipular de forma eficaz ADN de plantas, animales y líneas celulares de laboratorio. 
Desde los primeros meses de 2015 tanto Charpentier como Doudna mantienen un litigio de patentes con el bioquímico Feng Zhang, aunque realmente se trata de una polémica entre las instituciones donde trabajan los litigantes: el Instituto Tecnológico de Massachusetts (MIT), donde trabaja F. Zhang y la Universidad de California en Berkeley, lugar de trabajo de Doudna. Ambas instituciones piensan que hay mucho prestigio y dinero en juego.
En 2020 fue galardonada con el Premio Nobel de Química "por el desarrollo de un método para edición genética", distinción que compartió con Jennifer Doudna.
El Papa Francisco la nombró en agosto de 2021, miembro de la Pontificia Academia de las Ciencias.

## CRISPR/Cas9

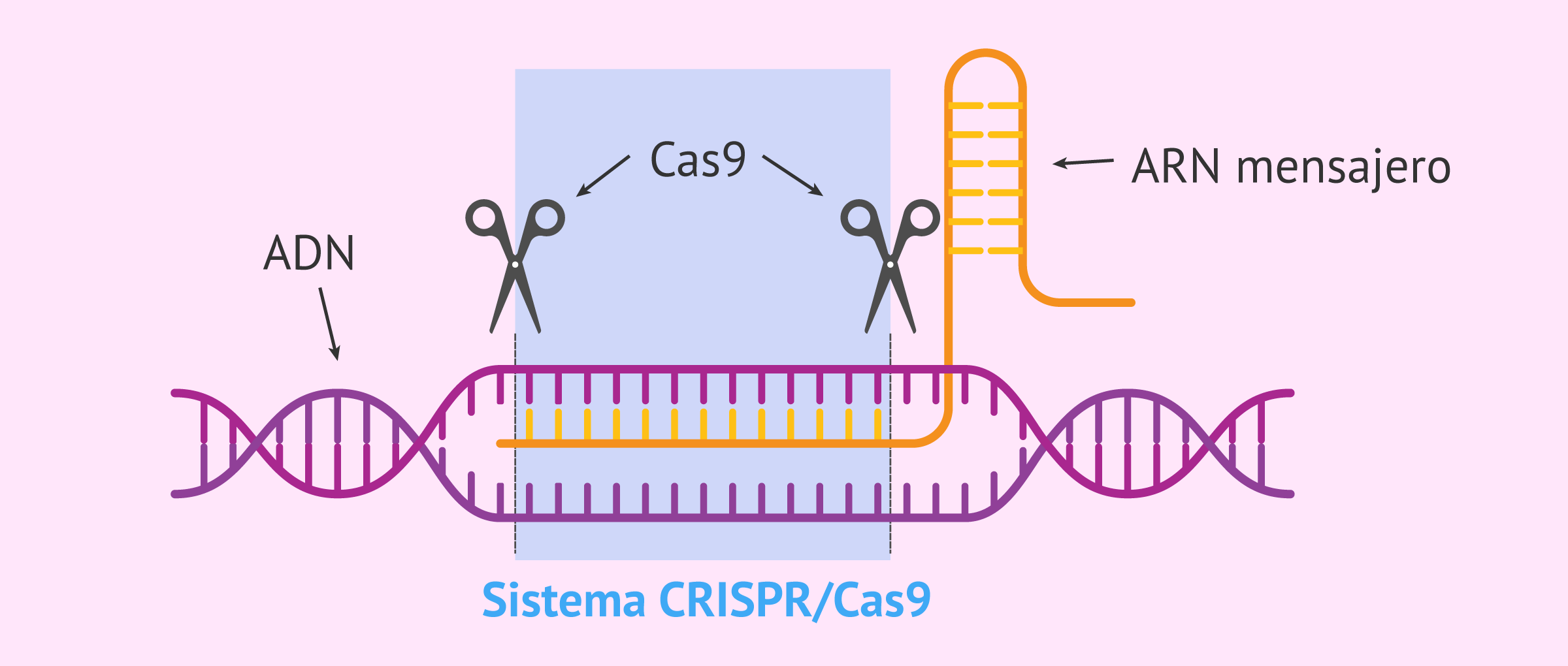
Sistema inmunitario de la bacteria "CRISPR-CAS9"

Charpentier ha trabajado en descifrar los mecanismos moleculares de un sistema inmunitario bacteriano, llamado CRISPR/Cas9, y convertirlo en una herramienta para la edición del genoma. En particular, descubrió un mecanismo novedoso para la maduración de un ARN no codificante que es fundamental en la función de CRISPR/Cas9. Específicamente, Charpentier demostró que un pequeño ARN llamado ARNtracr es esencial para la maduración del crRNA.
En 2011, Charpentier conoció a la bioquímica estadounidense Jennifer Doudna en una conferencia de investigación y comenzaron su colaboración. Trabajando con el laboratorio de Doudna, el laboratorio de Charpentier demostró que Cas9 podría usarse para hacer cortes en cualquier secuencia de ADN deseada. El método que desarrollaron implicó la combinación de Cas9 con moléculas sintéticas de "ARN guía" fácilmente creadas. El ARN guía sintético es una quimera de ARNcr y ARNtracr; por lo tanto, este descubrimiento demostró que la tecnología CRISPR-Cas9 podría usarse para editar el genoma con relativa facilidad. Investigadores de todo el mundo han empleado este método con éxito para editar las secuencias de ADN de plantas, animales y líneas celulares de laboratorio. Desde su descubrimiento, CRISPR ha revolucionado la genética al permitir que los científicos editen genes para investigar su papel en la salud y la enfermedad y desarrollar terapias genéticas con la esperanza de que resulten más seguras y eficaces que la primera generación de terapias génicas.
En 2013, Charpentier cofundó CRISPR Therapeutics y ERS Genomics junto con Shaun Foy y Rodger Novak.

## Premios (selección)
- 2011 – Premio Fernström para científicos jóvenes y prometedores[9]
- 2014 – Premio Göran Gustafsson[10]
- 2014 – Premio Dr. Paul Janssen de Investigación Biomédica[11] (compartido con Jennifer Doudna)
- 2014 – Premio Jacob Heskel Gabbay[12] (compartido con Feng Zhang y Jennifer Doudna)
- 2014 – Premio Breakthrough de Ciencias de la Vida[13] (compartido con Jennifer Doudna)
- 2015 – Premio de la Sociedad Internacional de Tecnologías Transgénicas[14] (compartido con Jennifer Doudna)
- 2015 – Premio Louis-Jeantet de Medicina[15]
- 2015 – Time 100: Pioneros[16] (compartido con Jennifer Doudna)[17]
- 2015 – Premio Ernst Jung de Medicina[18]
- 2015 – Premio Princesa de Asturias de Investigación Científica y Técnica (compartido con Jennifer Doudna)
- 2015 – Premio Gruber de Genética (compartido con Jennifer Doudna)[19]
- 2015 – Premio Umeå University Jubilee: The MIMS Excellence by Choice Programme[20]
- 2015 – Medalla Carus, de la Academia de Ciencias Leopoldina[21]
- 2016 – Premio Fundación BBVA Fronteras del Conocimiento en la categoría de Biomedicina junto a Jennifer Doudna y Francisco M. Mojica
- 2020 – Premio Wolf en Medicina junto con Jennifer Doudna.[22]
- 2020 - Premio Nobel de Química en conjunto con Jennifer Doudna[23]